# Мирзо-Юсуф (мечеть)
Мечеть Мирзо-Юсуф (узб. Mirzo-Yusuf Jome Masjidi) — это Мечеть Юнусабадского района города Ташкента, также известная как «Бодомзарская» мечеть. Эта действующая мечеть была построена еще в 80-е годы XIX века и с тех пор претерпела множество изменений, как с архитектурной точки зрения, так и по тому, как она использовалась. Мечеть привлекает как своей внешней архитектурой, так и богатым внутренним интерьером. Снаружи мечеть украшена элементами традиционной резьбы по дереву, мраморными и кирпичными вставками. Внутри же комнаты для молитв оформлены роскошными красными коврами и потолками с арабской вязью.

## История
Мечеть была построена Ниязом Мухаммедом, позже мечеть была перестроена в 1913 году его сыном Якубджоном. Открытие мечети состоялось в 1943 году после перестройки. С тех пор мечеть не прекращает действовать и принимает тысячи мусульман во время каждого религиозного праздника. Мечеть подвергалась больших изменений во время прихода нового имама — Хайдарова Абдукадыра Мардановича. Благодаря ему, внешний вид здания преобразился, старые фасады заменили на новые, а внутри молитвенных залов добавили кондиционеры для удобства прихожан.